# Tio dagar som skakade världen

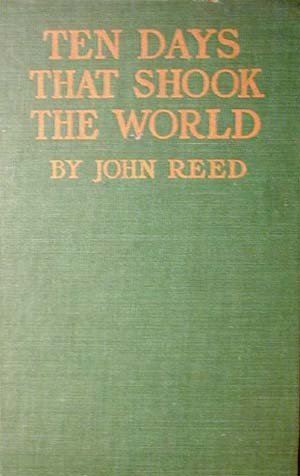
Första utgåvans omslag, från 1919.

Tio dagar som skakade världen (originaltitel: Ten Days that Shook the World) är en bok från 1919 av den amerikanske journalisten och socialisten John Reed. Boken handlar om den ryska revolutionens och specifikt oktoberrevolutionens historia.
Boken hyllades av Vladimir Lenin, som också skrev ett förord, men fördömdes senare av Josef Stalin, som inte gillade att Lev Trotskij fick så mycket positiv uppskattning i boken.